# Kundratice (Přimda)
Kundratice (deutsch Konraditz) ist ein Ortsteil der Stadt Přimda (Pfraumberg) im Okres Tachov (Bezirk Tachau), Tschechien.

## Geographische Lage
Das Dorf Kundratice (Konraditz) liegt ungefähr vier Kilometer östlich von Přimda (Pfraumberg). Etwa ein Kilometer nördlich befindet sich der Weiher Peklo, zu dem hier die Úhlavka ( Aulowa oder Walkbach) angestaut wird. Einige Quellen in Kundratice (Konraditz) speisen einen Bach, der in diesen Weiher mündet.

## Geschichte
Kundratice (Konraditz) wurde 1344 erstmals schriftlich erwähnt.
Von 1869 bis 1918 war Kundratice eine selbständige Gemeinde im Bezirk Tachau. Nach der Gründung der Tschechoslowakei 1918 gehörte es zum Okres Tachov. Während der deutschen Besetzung war es 1938 bis 1945 dem Landkreis Tachau und danach wieder dem Okres Tachov eingegliedert. Von 1961 bis 1979 gehörte Kundratice (Konraditz) zur Gemeinde Velké Dvorce (Groß Maierhöfen) und ab dem 1. Januar 1980 zur Gemeinde Přimda (Pfraumberg).

## Einwohnerentwicklung in Kundratice ab 1869
| Jahr | Einwohner | Gebäude |
| ---- | --------- | ------- |
| 1869 | 215       | 43      |
| 1880 | 209       | 43      |
| 1890 | 186       | 41      |
| 1900 | 201       | 43      |
| 1910 | 217       | 41      |
| 1921 | 208       | 41      |
| 1930 | 204       | 40      |

| Jahr | Einwohner | Gebäude |
| ---- | --------- | ------- |
| 1950 | 88        | 23      |
| 1961 | 75        | k. A.   |
| 1970 | 63        | 19      |
| 1980 | 42        | 16      |
| 1991 | 35        | 13      |
| 2001 | 46        | 18      |

## Kultur und Sehenswürdigkeiten
In Kundratice gibt es auf dem Dorfplatz eine Nepomukstatue und eine Antoniuskapelle. Beide stehen unter Denkmalschutz.